# Epidendrum eburneum
Epidendrum eburneum es una especie de orquídea epífita del género Epidendrum. Esta especie tiene el hábito muy similar al de Epidendrum nocturnum, sin embargo, durante la época de floración se diferencian inmediatamente por la forma de los segmentos florales.

## Descripción
Es una orquídea epífita, cespitosa, erecta; con tallos secundarios de 20–80 cm de alto y 5 mm de ancho, comprimidos, apicalmente foliados. Las hojas hasta de 11 cm de largo y 2.2 cm de ancho, ápice agudo a redondeado, retuso, coriáceas. Inflorescencia en forma de un racimo o un fascículo de racimos, con 4–6 flores sucesivas, subsésil, raquis fractiflexo de 1–5 cm de largo, las brácteas florales patentes, las flores con sépalos color ocre y pétalos amarillo-verdosos, ambos con los bordes encorvados en posición natural, hasta tubulares, el labelo blanco con callos amarillos; sépalos 30 mm de largo y 8 mm de ancho, agudos; pétalos 27 mm de largo y 2 mm de ancho, agudos; la porción libre del labelo suborbicular, patente, 25 mm de largo y 27 mm de ancho, simple, casi entera, base cordada, ápice apiculado, bordes algo erosos, disco con 2 callos divergentes de 6 mm de largo en la base; columna 12 mm de largo, con dientes fimbriados; ovario y pedicelo juntos 3.5 cm de largo.

## Distribución y hábitat
Se encuentra en Nicaragua, Costa Rica y Panamá bajo el tronco de los árboles a altitudes de hasta 500 metros.

## Taxonomía
Epidendrum eburneum fue descrita por Heinrich Gustav Reichenbach  y publicado en The Gardeners' Chronicle & Agricultural Gazette 404. 1867.
Etimología
Ver: Epidendrum
eburneum: epíteto latino que significa "como el marfil".
Sinonimia
- Epidendrum leucocardium Schltr.	[4][5]